# الحزة (الرجم)

تعديل مصدري - تعديل

الحزة هي إحدى قرى عزلة الروحاني بمديرية الرجم التابعة لمحافظة المحويت، بلغ تعداد سكانها 903 نسمة حسب تعداد اليمن لعام 2004.